# Xian de Markam
Le xian de Markam (tibétain : སྨར་ཁམས་རྫོང, Wylie : smar khams rdzong, pinyin tibétain : Markam Zong, THL : mar kham dzong ; chinois : 芒康县 ; pinyin : mángkāng xiàn) est un district administratif de la région autonome du Tibet en Chine. Il est placé sous la juridiction de la ville-préfecture de Qamdo.

## Démographie
La population du district était de 70 276 habitants en 1999.

## Économie
À Yanjing en (tibétain : ཚ་ཁ་ལྷོ, Wylie : tsha kha lho, THL : Tsakalo ; signifiant « puits de sel »), un village situé entre 2 650 et 3 109 mètres d'altitude, à l'extrême sud du comté de Markam quasiment sur la frontière du Sichuan) une cinquantaine de puits extraient la saumure mise à évaporer au soleil dans des bassins adaptés aux difficultés de la topographie montagneuse et qui produisent du sel rouge ou du sel blanc .

## Exploitation minière
Selon l’agence AsiaNews, le 16 août 2012, plus de 1 000 Tibétains ont manifesté en raison de la réouverture d’une mine à Markham. La police a tiré, tuant un Tibétain, six autres furent arrêtés.
Depuis le 7 août 2020, des exploitations minières massives sont menées dans le relief montagneux du canton de Tsonga, entraînant une dégradation écologique, avec des risques accrus d'inondations et de glissements de terrain, une déforestation massive contrevenant aux lois chinoises, la dégradation de la qualité des sols, le déplacement du bétail et la stérilité des terres agricoles. En mars 2025, les appels des populations tibétaines locales sont ignorés par les autorités, et le partage de vidéo est censuré. 